# Martin L. Hampton
Pour les articles homonymes, voir Hampton.
Martin Luther Hampton est un architecte américain né le 3 août 1890 à Laurens, en Caroline du Sud, et mort en 1950 dans le comté de Miami-Dade, en Floride. C'est dans ce dernier État qu'il a été actif, en diffusant par exemple le style Pueblo Revival à Miami Springs.

## Quelques réalisations
- Casa Faena – Miami Beach.

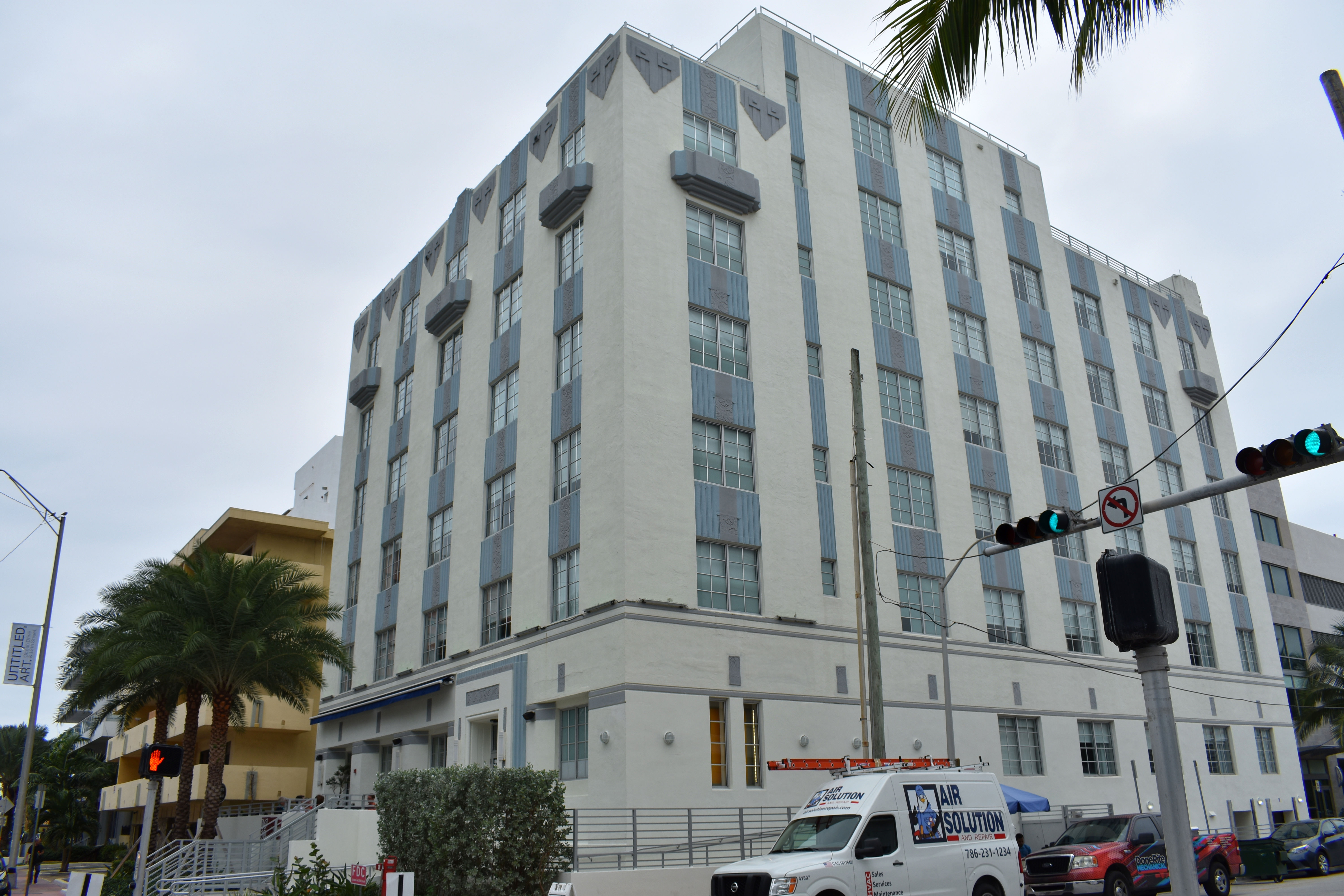
L'Embassy Hotel à Miami Beach, dessiné par Matin Hampton en 1935

- Colony Hotel and Cabaña Club – Delray Beach.
- G. Carl Adams House – Miami Springs.
- Glenn Curtiss Mansion – Miami Springs.
- Lua Curtiss House I – Miami Springs.
- Lua Curtiss House II – Miami Springs.
- Osceola Apartment Hotel – Miami Springs.